# Edoardo Guarnera
Edoardo Guarnera (Roma, 14 marzo 1960 – Roma, 28 settembre 2022) è stato un tenore, attore e personaggio televisivo italiano.

## Biografia
Romano e proveniente da una nota famiglia di musicisti, figlio del baritono Guido Guarnera, ha intrapreso fin da giovanissimo lo studio della musica e del canto imponendosi immediatamente all'attenzione della critica specialistica per il suo particolare e potente timbro vocale, risultando fin dall'inizio vincitore in diversi concorsi lirici internazionali quali il Mattia Battistini di Rieti e lo Sperimentale di Spoleto.
Il debutto sul palcoscenico di Edoardo Guarnera avviene al Teatro dell'Opera di Roma nel ruolo di Pinkerton nell'opera pucciniana Madama Butterfly e successivamente nel Don Pasquale di Donizetti con la regia di Gigi Proietti.
Da allora inizia la carriera professionistica che lo vede interprete nei ruoli principali delle stagioni operistiche di teatri quali il Petruzzelli di Bari, il Bellini di Catania, il Costanzi di Roma, il Festival dei Due Mondi di Spoleto, il San Carlo di Napoli, effettuando inoltre, diverse tournée in Russia, Germania, Francia, Canada, Stati Uniti d'America.
Unitamente al classico repertorio lirico, si specializza anche nell'operetta debuttando ne Il pipistrello di Strauss, La principessa della Czarda di Emmerich Kálmán, La danza delle libellule e La vedova allegra di Franz Lehár con la regia di Gino Landi e Sandro Massimini.
Nel corso della sua carriera ha anche interpretato canzoni dedicate alla sua squadra del cuore, la Lazio; da ricordare è la sua performance, insieme ad altri artisti di fede laziale, durante i festeggiamenti del centenario della società biancoceleste, quando tutti intonarono l'inno scritto per l'occasione dal titolo Cent'anni insieme.
La sua versatilità gli permette di raggiungere la massima notorietà artistica partecipando a tutte le produzioni teatrali e televisive di varietà allestite al Salone Margherita - Bagaglino di Roma con le regie di Castellacci e Pingitore. Si ricordano gli spettacoli Mavaffanlopoli, Viva l'Italia e dintorni, Bertoldo, Bertoldino e Bertinotti, Viva l'Italia, Viva le italiane, Gran Caffè, Buffoni. Successivamente partecipa a varie edizioni di Viva Napoli, con Mike Bongiorno e per tre anni consecutivi partecipa alla trasmissione Ci vediamo in Tv trasmessa su Rai Uno con la conduzione di Paolo Limiti.
Per il palinsesto notturno di Rai Notte di Gabriele La Porta, ha partecipato come ospite fisso alla trasmissione Storie d'amore condotta da Stefania Quattrone.
Sono inoltre da ricordare le sue partecipazioni cinematografiche come cantante ed attore in film con le regie di Michelangelo Antonioni, Franco Brusati e Philippe Noiret.
Nel 2014 partecipa come ospite al programma d'intrattenimento musicale per la tv "MilleVoci" di Gianni Turco.
Nel 2015 nello stesso programma conduce una rubrica dedicata all'operetta, sua grande passione.
Edoardo Guarnera ha apportato un grande contributo al lavoro di ricerca didattica dei Gruppi Sperimentali dell'Istituto Superiore Statale di Educazione Fisica di Roma soprattutto nell'ultimo decennio del '900, mettendo a disposizione la sua voce e la sua presenza agli insegnanti e ai coreografi di questi gruppi e dell'ISEF in generale, collaborando in particolare con il gruppo del Prof. Luigi Mosca.
Muore improvvisamente il 28 settembre 2022 all'età di 62 anni.